# Dépôt-vente
 (février 2010).
Si vous disposez d'ouvrages ou d'articles de référence ou si vous connaissez des sites web de qualité traitant du thème abordé ici, merci de compléter l'article en donnant les références utiles à sa vérifiabilité et en les liant à la section « Notes et références ».

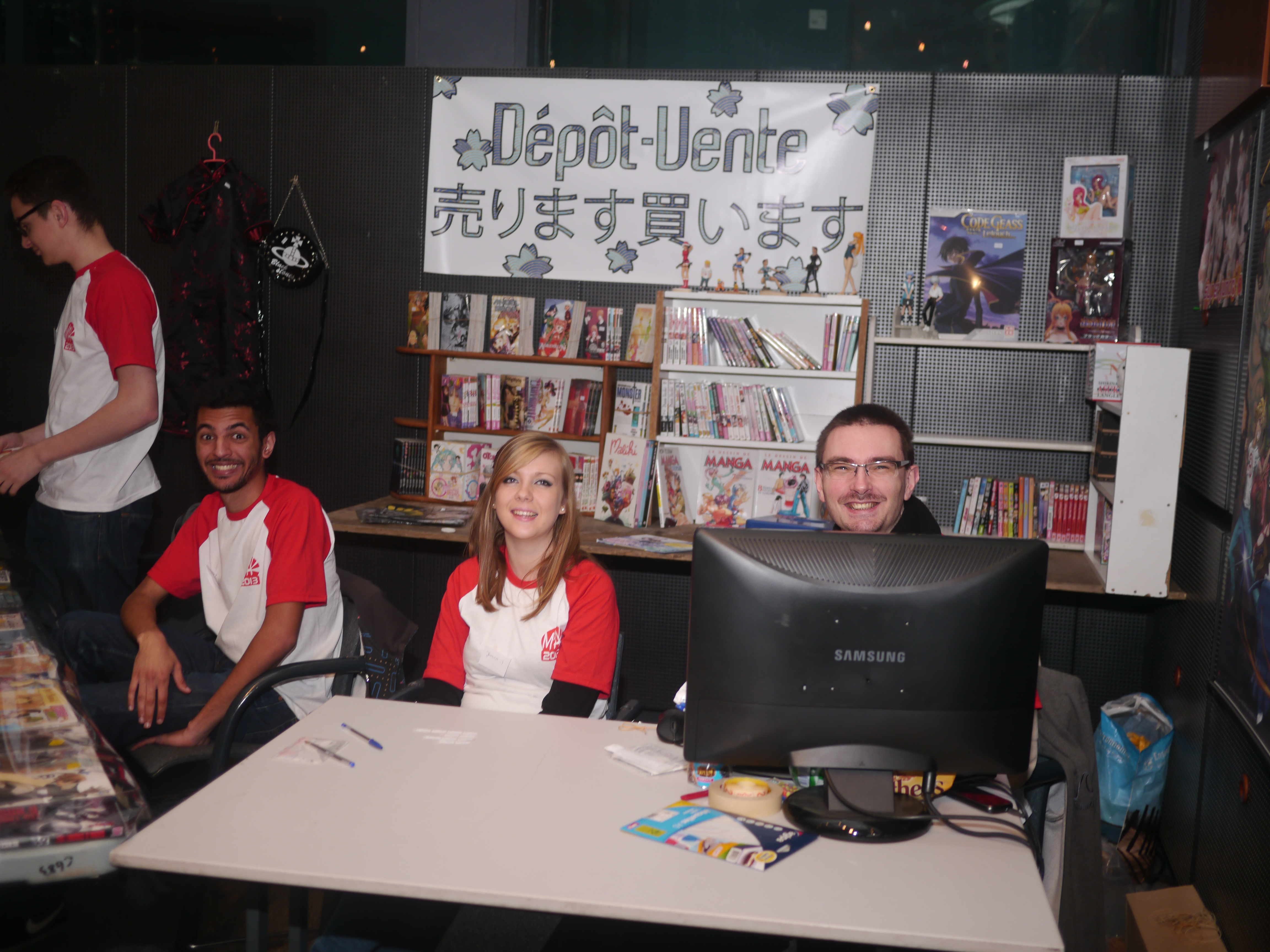
Dépôt-vente organisé lors du festival de manga Mang’Azur (Toulon, 2013).

En France, le dépôt-vente est un type de magasin où, plus précisément, le contrat en vertu duquel une personne confie un objet à une autre en vue de sa mise en vente.
Ce service est rémunéré par une commission. Un prix de vente est fixé de commun accord. Cette activité est souvent organisée par des sociétés spécialisées en ce domaine. Le marché est principalement celui de l'occasion, mais il n'est pas exceptionnel que des marchandises neuves soient mises en dépôt. Le régime fiscal est alors différent.
Ce contrat n'est pas identique à celui entre un particulier et une salle de ventes.

## Contrat
Si aucun texte n'impose qu'un écrit soit établi, un contrat type est en pratique souvent remis au déposant : 
description des biens remis, prix de vente demandé par le déposant, montant de la commission du dépositaire, conditions de la vente, éventuels frais de transport du bien entre le domicile du déposant et le magasin, .... S'il n'y a pas de contrat type, il faut exiger un reçu comportant ces éléments. En cas de litige, cet écrit servira à prouver le dépôt et ses conditions et, par là, même les droits et obligations de chacune des parties.
Le prix de vente est fixé d'un commun accord avec le commerçant. Il peut s'agir d'un prix fixe ou d'une fourchette donnant à ce dernier une plus grande latitude pour conclure une vente. Dans les deux cas, il faut l'indiquer clairement dans le contrat ou sur le reçu. Ce n'est qu'à cette condition que le déposant pourra demander réparation au dépositaire si celui-ci a vendu à un prix inférieur et a donc mal exécuté son mandat (art. 1991 du Code civil en France).
Le contrat doit spécifier le délai dans lequel le commerçant verse la somme au déposant. C'est en général dans le mois ou les deux mois qui suivent le paiement par l'acheteur. Si le contrat comporte une clause selon laquelle passé un certain délai, aucun règlement du prix de vente ne pourra être exigé, cette clause est abusive si le professionnel n'a pas averti le déposant que la vente a eu lieu. Comme pour toute prestation de service supérieure ou égale à 15,24 €, une note comportant le détail des frais demandés et le prix de vente net réglé doit être remise au déposant.

## Responsabilité du vendeur envers l'acheteur
Si l'acheteur constate un vice caché, un défaut qui n'était pas apparent lors de l'achat, il peut mettre en cause le déposant et le professionnel pour obtenir la résiliation de la vente ou une diminution de son prix. Le cas le plus typique est celui de la contrefaçon, l'acheteur qui aurait acheté un article contrefait d'une grande marque étant alors en mesure de le rapporter et d'en exiger son remboursement immédiat auprès du professionnel, qui se tournera ensuite vers le vendeur pour annuler la transaction.

## Responsabilité de l'exploitant
En France, chaque professionnel est régi par les articles du Code civil, d'une part sur le dépôt (art. 1915 et suivants), d'autre part sur le mandat (art. 1984 et suivants). Au titre des premiers, le commerçant, appelé le «dépositaire», a plusieurs obligations : tenir un livre de police sur lequel sera enregistrée la marchandise en dépôt-vente,  conserver la marchandise, l'exposer pour qu'elle soit vendue, la restituer si elle ne l'est pas et rendre compte de la vente. En contrepartie, s'il trouve acquéreur, il prend une commission sur le prix afin de se rémunérer. Enfin, comme pour toute prestation de service, il doit informer le particulier, appelé le déposant, des caractéristiques de la prestation: les modalités et des coûts de la mise en dépôt-vente (art. L. 111-l du Code de la consommation).
Si le bien n'est pas vendu après une certaine durée d'exposition, généralement un mois, son prix pourra être revu à la baisse selon un certain pourcentage. C'est une pratique légale. Cela doit, toutefois, être mentionné dans le contrat type ou sur les conditions affichées dans le magasin. Parfois, le prix demandé ne baisse pas, mais c'est la somme rétrocédée au déposant qui baisse, le dépositaire augmentant sa commission.
La commission du commerçant est souvent un pourcentage du prix de vente. Le taux peut être le même (souvent de 10 à 35 %) quel que soit le prix de vente. Il peut aussi être dégressif ou varier selon la nature de l'objet déposé. La commission peut aussi être un prix de dépôt fixe, librement consenti entre le vendeur et le dépôt-vente. Dans ce cas, elle ne varie pas, et seule la marge du dépôt-vente est revue à la baisse si l'article ne se vend pas.
En cas de perte, vol ou détérioration de l'objet confié, le commerçant est présumé responsable. Il ne peut s'exonérer de cette responsabilité que s'il prouve qu'il n'a pas commis de faute ou de négligence.

## Structure du marché
On compte environ 1200 dépôts-ventes en France. Les trois réseaux principaux sont le Troc de l'Ile, La Trocante et La Caverne des particuliers, mais le marché reste encore entre les mains d'exploitants indépendants. Il faut différencier les dépôt-vente de meubles et objets, des dépôt-vente de vêtements, chaussures et accessoires. La tendance actuelle va vers un glissement du marché vers les ventes en ligne sur Internet, qu'essayent de s'approprier des acteurs comme Brocantexpert.com ou Troc.com. De nouvelles tendances sont l'ouverture de solutions recommerce et les sites internet dédiés au dépôt-vente de vêtements et accessoires féminins disposant d'une boutique physique en complément du site web. Le dépôt-vente se fait à la boutique, et les articles déposés sont vendus en ligne et sur la boutique, ce qui facilite la vente et le dépôt. Les contrats de dépôt-vente sont même parfois affichés en ligne et permettent de comprendre les règles régissant le dépôt-vente. Les contrats de franchise sont souvent utilisés pour développer un réseau de magasins, principalement dans le dépôt-vente de meuble et objet.
Toutefois, certains magasins sont spécialisés, notamment dans les meubles, les objets d'art, les vêtements. Ainsi, le commerçant peut refuser un type de bien qui n'entre pas dans son secteur d'activité mais aussi une marchandise qu'il estime invendable car trop abîmée, démodée, sans intérêt ou de trop faible valeur.